# Leon Suchodolski
Leon Suchodolski herbu Janina (ur. 1806 - zm. 28 lutego 1872 we Lwowie) – oficer, powstaniec listopadowy, ziemianin i działacz gospodarczy
Jako oficer walczył w powstaniu listopadowym. Po klęsce powstania osiadł na stałe w Galicji. 
Ziemianin, właściciel dóbr Czernielów Mazowiecki, w pow. zbaraskim (1852–1865) oraz Krzywe w pow. brzeżańskim (1853–1865) i Sosnów w pow. podhajeckim (1865–1872). Rzeczoznawca ds. dóbr ziemskich Sądu Obwodowego w Złoczowie (1865–1870). Członek Rady Powiatowej w Złoczowie (1869–1870). Od 1860 członek i działacz Galicyjskiego Towarzystwa Gospodarskiego. W latach 1869–1872 prezes oddziału brzeżańsko-podhajeckiego towarzystwa. Członek Komitetu GTG (28 czerwca 1870 - 30 czerwca 1871). Członek Wydziału Okręgowego w Podhajcach (1869–1872) Galicyjskiego Towarzystwa Kredytowego Ziemskiego.
Pochowany na Cmentarzu Łyczakowskim we Lwowie.

## Rodzina
Urodził się w rodzinie ziemiańskiej. W 1840 ożenił się z Izydorą z Krzeczunowiczów. Mieli dzieci: syna Kornela (1840–1904) ożenionego z Wandą z Dzieduszyckich (ur. 1846), oraz córki Izabelę Sabinę (1841–1916), żonę Kornela Krzeczunowicza (1815–1881), Aleksandrę (1842–1918), żonę Filipa Zaleskiego (1836–1911), Felicję (1845–1938), żonę Edwarda Podlewskiego (ur. 1826–1906), Antoninę (1848–1928), żonę Dawida Abrahamowicza (1839–1926).